# Pascuala Ilabaca

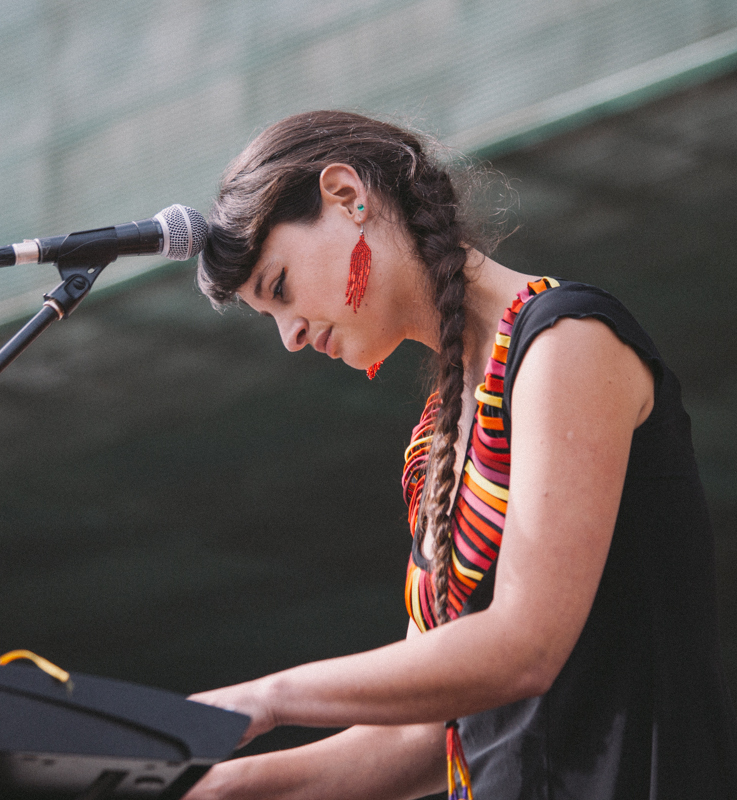
Pascuala Ilabaca (2013)

Pascuala Ilabaca Argandoña (* 13. April 1985 in Girona, Spanien) ist eine chilenische Sängerin und Songwriterin, die neben ihrem Gesang auch besonders für ihre Begleitung mit Akkordeon und Klavier bekannt ist.

## Leben
Ilabacas Eltern, beide im Bereich der bildenden Künste tätig, mussten während der chilenischen Militärdiktatur unter Augusto Pinochet aus Chile nach Spanien fliehen. 1987 kehrte Ilabaca mit ihrer Familie nach Chile zurück. Die Familie bereiste im Anschluss nicht nur ganz Chile, sondern auch viele weitere Länder. So sammelte Ilabaca von Kindheit und Jugend an musikalische Eindrücke von zahlreichen Reisen an verschiedene Orte der Welt, unter anderem Indien und Mexiko.
Ilabaca gehört einer neuen, produktiven Szene junger chilenischer Singer-Songwriter an. Ihre Musik enthält sowohl traditionelle Wurzeln als auch Nuancen mit Ursprung im Jazz, Pop und Rock. Ilabaca ist Teil der Band Fauna, die sie mit ihrer Stimme begleitet. Sie ist außerdem Teil von Samadi, einer 2005 gegründeten ethnischen Musikgruppe. 2010 sang sie zur chilenischen Zweihundertjahrfeier im chilenischen Nationalstadion vor 50.000 Menschen.
Im Jahr 2011 unternahm Pascuala Ilabaca ihre erste Europa-Tournee. In den Jahren darauf folgten weitere Tourneen in Europa unter anderem in mehreren Städten Deutschlands, Frankreichs, Spaniens, Portugals und Belgiens. Insgesamt fanden in Europa mehr als 150 Konzerte seit der Veröffentlichung ihres ersten Albums statt.
Ilabaca lebt in Valparaíso, Chile.

## Werk
Ilabaca veröffentlichte bisher sieben Alben. Ihr diskografisches Debüt, „Pascuala canta a Violeta“, ist eine Hommage an Violeta Parra, die Ilabaca als große Inspiration beschreibt. Ilabaca ließ sich auf der Suche nach musikalischer Inspiration für ein Jahr in Indien nieder, um sich mit den dortigen Klängen und Rhythmen auseinanderzusetzen. Aus dieser Erfahrung entstanden zwei Alben, die beide im Jahr 2010 erschienen. Das erste Album, „Perfume o Veneno“ nahm Ilabaca als Teil der Band „Samadi“ auf. Es enthält Einflüsse ethnischer Musik aus Indien, Afrika, Lateinamerika, dem Nahen Osten und Europa. Das zweite Album mit dem Titel „Diablo Rojo, Diablo Verde“ nahm Ilabaca mit der Band Fauna auf, mit der sie auch für die nächsten vier Alben zusammenarbeitete. In dieses Album flossen insbesondere chilenische Einflüsse der Cumbia, des Trote und der Cueca ein.

## Auszeichnungen
- 2018: Top of the World, Großbritannien
- 2016: Pulsar-Preis für die beste Singer-Songwriterin für Rey Loj
- 2015: Top of the World der Zeitschrift Songlines für Busco Paraiso, Großbritannien
- 2015: Independent Music Awards, New York, USA für Me Saco El Sombrero
- 2013: Independent Music Awards, New York, USA für Busco paraíso
- 2010: Publikumspreis für den besten chilenischen Videoclip für Lamenta la Canela
- 2010: Goldener Gitarrenpreis beim Festival von Huaso de Olmué

## Diskografie
- 2023: Alegriste
- 2022: Lucero
- 2020: Amatoria
- 2018: El mito de la pérgola
- 2015: Rey Loj
- 2014: Me saco el sombrero
- 2012: Busco paraíso
- 2010: Diablo Rojo, Diablo Verde
- 2010: Perfume o Veneno
- 2008: Pascuala le canta a Violeta